# Henryk Bieńkowski
Henryk Bieńkowski (ur. 14 lipca 1949 w Żychlinie) – polski inżynier i samorządowiec, długoletni prezydent Kołobrzegu.

## Życiorys
Syn Tadeusza i Gabrieli. W 1981 ukończył studia w Wyższej Szkole Inżynierskiej w Koszalinie. Od 1972 był zatrudniony w Fabryce Podzespołów Radiowych Elwa w Kołobrzegu. W pierwszej połowie lat 70. należał do Związku Młodzieży Socjalistycznej. W 1980 wstąpił do „Solidarności”. Przewodniczył komisji zakładowej związku w swoim zakładzie pracy. Po wprowadzeniu stanu wojennego działał w Tajnej Komisji Międzyzakładowej w Kołobrzegu, zajmował się później dystrybucją prasy niezależnej.
W 1989 znalazł się we władzach Komitetu Obywatelskiego w województwie koszalińskim. Od 1990 do 1998 zajmował stanowisko prezydenta Kołobrzegu. Związany w latach 90. z Unią Wolności, kandydował z jej listy do Sejmu w 1997. Pracował następnie m.in. jako pełnomocnik wojewody.
W wyniku bezpośrednich wyborów w 2002 powrócił na urząd prezydenta miasta. W wyborach w 2006 bez powodzenia ubiegał się o reelekcję, przegrywając z Januszem Gromkiem. Uzyskał jednocześnie mandat radnego (z ramienia lokalnego ugrupowania Centroprawica Razem), został też sekretarzem gminy Mielno. W 2010 ponownie poniósł porażkę z Januszem Gromkiem, zdobywając kolejny raz mandat radnego, który utrzymał również w wyborach w 2014. W 2018 i 2024 z ramienia Prawa i Sprawiedliwości był wybierany w skład rady powiatu kołobrzeskiego. Wchodził w skład rady nadzorczej Polskiego Radia Koszalin.

## Odznaczenia
- Krzyż Kawalerski Orderu Odrodzenia Polski (2012)[7]
- Krzyż Wolności i Solidarności (2015)[8]
- Złoty Krzyż Zasługi (2005)[9]
- Srebrny Krzyż Zasługi (1998)[10]

## Życie prywatne
Żonaty z Aleksandrą, ma troje dzieci.